# حلوق
الحَلُوق أو السَّلَع هو جنس نباتات متسلقة ينتمي للفصيلة الكرمية، يحتوي على نحو 350 نوعاََ. من أنواعه حلوق مرباع.

## معرض صور

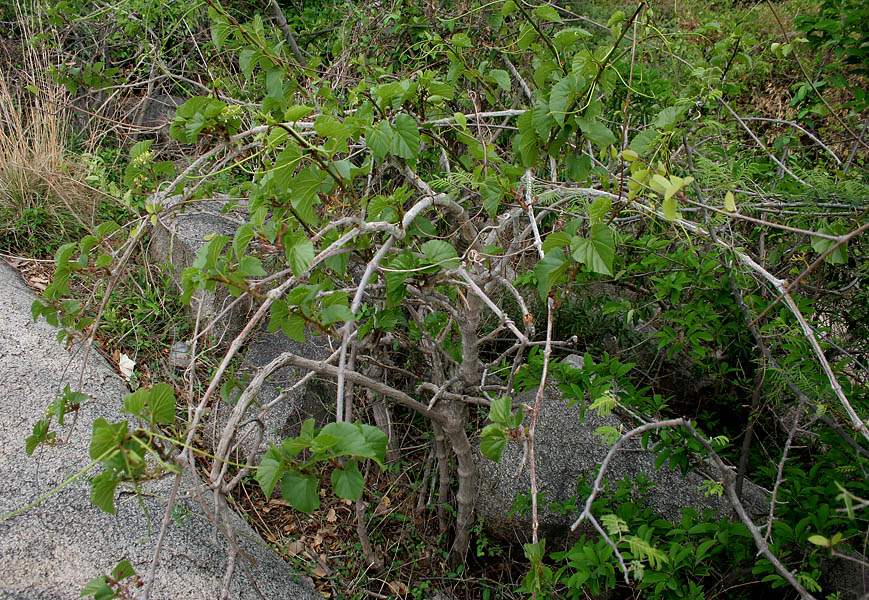
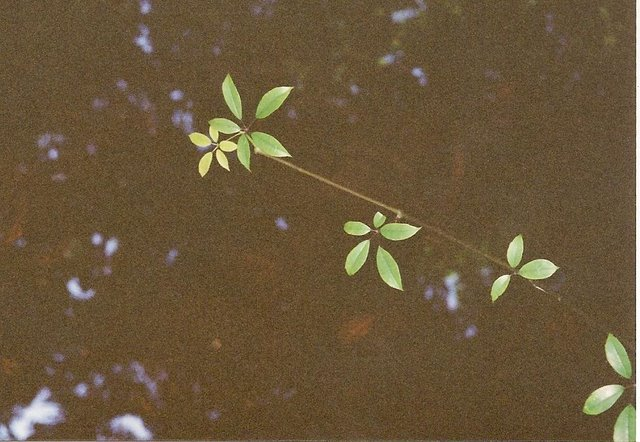
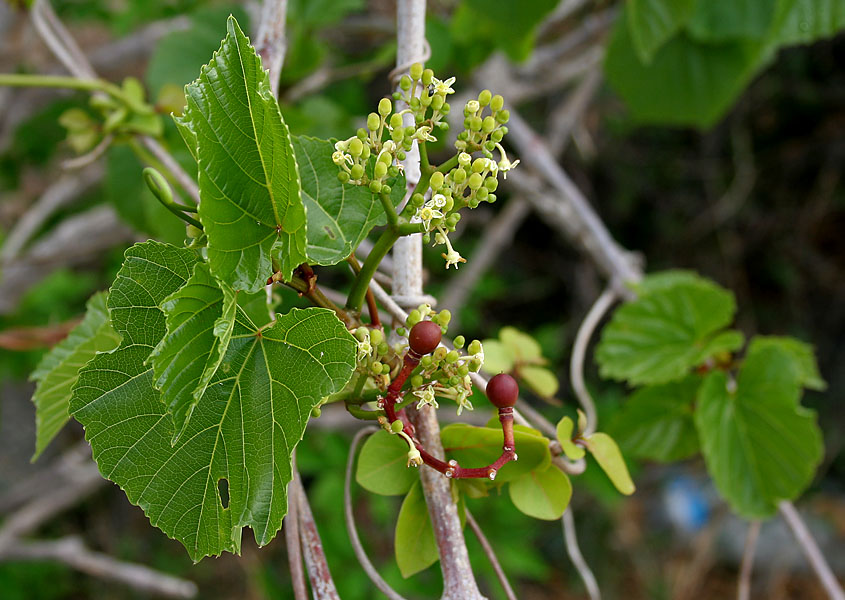
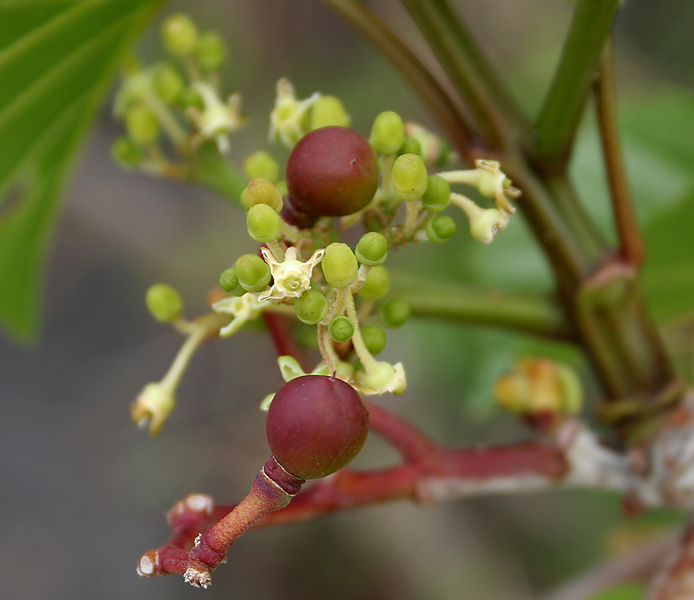